# NGC 3767
NGC 3767 ist eine linsenförmige Galaxie vom Hubble-Typ SB0 im Sternbild Löwe nördlich der Ekliptik. Sie ist schätzungsweise 281 Mio. Lichtjahre von der Milchstraße entfernt und hat einen Durchmesser von etwa 85.000 Lj.
Im selben Himmelsareal befindet sich u. a. die Galaxie NGC 3768.
Das Objekt wurde am 17. März 1831 vom britischen Astronomen John Herschel entdeckt.